# アルバート・クレイグ
アルバート・クレイグ（Albert M. Craig, 1927年12月9日 - 2021年12月1日）は、アメリカ合衆国の日本研究者、ハーバード大学名誉教授（専門は日本近代史）。

## 略歴
シカゴ出身。少年期に柔道を習ったのをきっかけに日本に興味を持ち、1946年から1947年まで米国陸軍諜報部員として日本滞在、宮崎と京都に駐屯した。1949年にノースウェスタン大学哲学科卒業後、ストラスブール大学、京都大学大学院に留学。
1959年よりハーバード大学でエドウィン・ライシャワーに師事、第2世代の日本研究者として日本史の研究と教育に携わる。エドウィン・O・ライシャワー日本研究所所長、ハーバード燕京研究所所長を歴任。明治維新、幕末期における長州藩の役割などを専門に研究。1988年に旭日章受勲。
門下生にコロンビア大学名誉教授のヘンリー・スミス(1941年生。イエール大学卒、ハーバード大学博士号取得)などがいる。

## 著作
- 『日本の歴史と個性』（共著、ミネルヴァ書房）
- 『文明と啓蒙 初期福澤諭吉の思想』（慶應義塾大学出版会）。